# PK (film)
PK è un film del 2014 diretto da Rajkumar Hirani.
Il film affronta in modo satirico, ironico e sorprendente temi quali la spiritualità, la religione, l'infondatezza di divisioni, pregiudizi e conflitti basati sulle differenze religiose e culturali e l'inconsistenza delle ipocrisie della società.

## Trama
Jagatjanani “Jaggu” Sahni è un’aspirante giornalista di Delhi che studia a Bruges, in Belgio. 
La giovane ha una storia d’amore con Sarfaraz, studente di architettura di origini pakistane, nonostante l’inimicizia storica tra le due nazioni e le loro differenze culturali e religiose.
Quando però la relazione si fa seria al punto da parlarne in videochiamata con i genitori, questi vanno su tutte le furie e si precipitano dal guru indù di cui sono ferventi adepti, il quale profetizza a Jaggu che il fidanzato la tradirà. 
Decisa a dimostrare che l’amore può superare i pregiudizi, Jaggu chiede a Sarfaraz di sposarla civilmente l’indomani, ma al municipio lui non si presenta, facendole recapitare un biglietto di scuse in cui confessa di non sentirsela di sposarsi contro il volere delle due famiglie. 
Tornata a Delhi nonostante i genitori continuino a rifiutare di vederla, Jaggu inizia a lavorare come giornalista televisiva, costretta a fare gavetta con notizie assai poco rilevanti. 
Appassionata e spregiudicata, cerca una storia davvero degna di essere raccontata, e intuisce di averla trovata quando incontra un bizzarro uomo con un elmetto giallo che dice di chiamarsi “Brillo” (PK nella versione originale) e distribuisce volantini con immagini di varie divinità e la scritta “Dio è scomparso”.
Jaggu si fa raccontare la sua storia: in un lungo flashback, l’uomo dice di essere in realtà un esploratore alieno proveniente da un pianeta lontano, i cui abitanti hanno lo stesso aspetto degli esseri umani, ma facoltà mentali e abitudini assai diverse. 
Atterrato nel deserto indiano (nudo, poiché sul suo pianeta non esistono vestiti) ha subito incontrato un uomo che gli ha rubato il monile luminoso che portava al collo scambiandolo per una pietra preziosa, si trattava in realtà un congegno altamente tecnologico che gli era indispensabile per restare in contatto con il suo pianeta e poter tornare a casa.
Raggiunta una zona abitata, l’alieno ha lentamente familiarizzato con la società umana: ha imparato a usare gli indumenti e il denaro (entrambe cose che si procura da quelle che lui chiama “auto ballerine”), ma non sapeva parlare poiché sul suo pianeta le persone comunicano tenendosi le mani e leggendosi il pensiero. 
Avrebbe potuto imparare il linguaggio umano se solo qualcuno gli avesse permesso di prendergli le mani, ma tutti i suoi tentativi di fare ciò venivano scambiati per avance sessuali e respinti malamente, fino a quando una prostituta, pur sorpresa dal suo atteggiamento, si è lasciata tenere le mani per le sei ore necessarie a “scaricare il file” della lingua hindi come dice lui: ora l’alieno poteva comunicare, raccontare del furto subito e chiedere aiuto, pur senza dire a nessuno di provenire da un altro pianeta, in quanto sapeva che questo lo avrebbe trasformato in una cavia la laboratorio. 
Tutti coloro a cui ha domandato del suo telecomando gli hanno risposto “solo Dio può aiutarti” e “sa Dio dove sia finito il tuo telecomando”.
L’alieno ha così iniziato a cercare un contatto con Dio presso tutte le sue “succursali” delle varie religioni, scontrandosi con le differenze che dilaniano l’umanità nonostante, come ha constatato in un reparto ospedaliero di ostetricia, gli umani non nascano con alcuna etichetta che ne definisce l’appartenenza religiosa. 
Sempre più disperato per la mancata risposta di Dio alla sua ricerca, ha intensificato i suoi sforzi di fede sottoponendosi a rituali di ogni tipo. 
Credeva di essere ad una svolta quando ha visto Shiva in persona camminare tranquillo per strada-in realtà un attore pronto per una rappresentazione sacra. Lo ha affrontato chiedendogli conto della sua latitanza, e inseguendolo è finito nel grande padiglione dove lo stesso guru venerato dai genitori di Jaggu stava predicando. Lì l’alieno ha visto sul palco proprio il suo telecomando, spacciato dal guru per una perla sacra ricevuta da Dio durante una meditazione sull’Himalaya, che gli darebbe il potere di dialogare direttamente con Lui. Purtroppo il suo tentativo di riprendersi il telecomando è fallito con l’intervento degli uomini della sicurezza.
Naturalmente Jaggu crede che l’uomo davanti a lei abbia problemi psichiatrici e si congeda lasciandogli il proprio numero e offrendosi di aiutarlo a cercare un professionista per curarsi, ma nel farlo tocca le mani dell’alieno, dandogli inavvertitamente la possibilità di leggerle nel pensiero e dimostrarle così la veridicità del suo racconto.
Jaggu ora gli crede e decide di aiutarlo a riavere il suo telecomando per tornare a casa. 
Quando l’alieno ode Jaggu rispondere con uno scherzo alle telefonate di una persona che la chiama per errore sbagliando ripetutamente numero, egli comprende per la prima volta concetti come “inganno” ed “equivoco”, del tutto inesistenti in una società come la sua, basata sulla reciproca lettura del pensiero.
Si convince quindi che il guru sia vittima di uno scherzo o una truffa che lo porta a tentare di comunicare con Dio tramite un “numero sbagliato” tramite il quale un “falso Dio” sfrutta le paure dell’umanità per farsi venerare, e che lo stesso valga per molti altri “manager di Dio”.
Attraverso il proprio modo di pensare diretto, lineare e trasparente, smonta tutte le ipocrisie umane su molti temi scottanti: non solo la religione organizzata, ma anche i tabù intorno al sesso e gli stereotipi sociali.
Jaggu mette a punto un ardito piano per fargli riavere il telecomando: costringere il guru ad un confronto pubblico con l’alieno fino a rovinarlo. 
Ottenuto l’appoggio del suo capo, Jaggu realizza una serie di servizi televisivi in cui l’alieno espone progressivamente l’inconsistenza e la malafede del guru, decisamente più interessato a ricevere prestigio e offerte in denaro che a dare supporto spirituale ai suoi fedeli. 
L’invito di Jaggu agli spettatori a fare domande ai sacerdoti e segnalare altri casi di “numero sbagliato” diventa virale, giungono video di fedeli che smascherano altri guru indù truffaldini, ragazzine musulmane che si oppongono al divieto di andare a scuola e contadini che sbugiardano le minacce verbali con cui un prete tenta di costringerli a convertirsi al cristianesimo. 
Di fronte a ciò il guru in possesso del telecomando di PK è costretto a uscire allo scoperto accettando il confronto televisivo. 
La sera stessa PK riceve una telefonata dall’amico che lo aveva ospitato nei suoi primi giorni sulla terra: il ladro del suo telecomando da ubriaco ha inavvertitamente confessato il furto e di aver venduto il telecomando direttamente al guru.
PK comprende quindi che il guru e gli altri “manager di Dio” non sono vittime, bensì artefici dell’immensa truffa.
Jaggu esulta poiché basterà minacciare il guru di raccontare in tv la verità circa la provenienza della “perla divina”, per riavere subito il telecomando.
Durante la serata PK afferma semi-scherzosamente di volersi stabilire sulla Terra e tenta di confessare a Jaggu l’amore che ha nel frattempo maturato nei suoi confronti, ma scopre tenendole le mani della vicenda di Sarfaraz, e che la donna pensa ancora a lui.
La mattina dopo l’amico di PK giunge a Delhi pronto a testimoniare per aiutarlo, ma proprio mentre scende dal treno e lo saluta da lontano si verifica un attentato, una bomba esplode e l’uomo è tra le vittime.
Affranto, PK si reca comunque allo studio televisivo nel tardo pomeriggio e affronta il guru affermando che non esiste un solo Dio come lui sostiene, bensì due: Quello che ha creato gli uomini, di cui non sappiamo realmente nulla, e quello creato dagli uomini, che come gli uomini è bugiardo, avido, manipolatore, prepotente, incline alla guerra, gretto e illogico. 
Nell’acceso confronto tra PK e il guru viene tirata in ballo la vicenda della profezia su Sarfaraz: esponendo forzatamente un’affranta e imbarazzata Jaggu alle luci delle telecamere, il guru sfida PK a dimostrare la falsità della profezia: se ci riuscirà riavrà l’oggetto che afferma essere suo, altrimenti dovrà inchinarsi a lui.
L’alieno, ripercorrendo ciò che ha visto nei ricordi di Jaggu, afferma che perfino lei era “collegata al numero sbagliato” quando ha creduto che lui la abbandonasse: il biglietto fu consegnato da un bambino che non l’aveva mai vista, non era firmato e nell’ufficio c’era un’altra sposa in attesa, evidentemente la vera destinataria del biglietto.
In diretta televisiva, Jaggu contatta l’ambasciata pakistana in Belgio dove Sarfaraz lavorava per pagarsi gli studi: scopre che il fidanzato dal giorno del mancato matrimonio chiama l’ambasciata ogni giorno alla stessa ora chiedendo se lei abbia telefonato.
Tra la commozione generale sia all’ambasciata pakistana che nello studio televisivo di Delhi, i due innamorati rientrano finalmente in contatto e al telefono chiariscono l’equivoco: Sarfaraz era in realtà giunto al municipio un momento dopo che Jaggu se n’era andata, aveva trovato lo stesso biglietto e aveva creduto che fosse per lui. 
L’alieno può così fare ritorno a casa. Pochi momenti prima che l’astronave arrivi a prenderlo, Jaggu scorge il biglietto “Ti amo Jaggu” che PK stava per darle due sere prima e aveva invece tenuto per sé, comprendendo che l’amico la ama a tal punto da lasciarla andare.
Un anno dopo, Jaggu è diventata una scrittrice di successo con un libro sulla vicenda di PK, sta con Sarfaraz e suo padre è di nuovo fiero di lei; PK è a capo di una nuova spedizione esplorativa aliena che raggiunge la Terra.

## Premi
- Apsara Film Producers Guild Awards
  - "Best Film"
- International Indian Film Academy Awards
  - "Best Director" (Rajkumar Hirani)
  - "Best Dialogue" (Rajkumar Hirani, Abhijat Joshi)
- Bollywood Hungama Surfers' Choice Movie Awards
  - "Best Actor" (Aamir Khan)
  - "Best Movie"
  - "Best Marketed Movie"
  - "Best Director" (Rajkumar Hirani)
- ETC Bollywood Business Awards
  - "Highest Grossing Film"
- Filmfare Awards
  - "Best Screenplay" (Abhijat Joshi, Rajkumar Hirani)
  - "Best Dialogue" (Abhijat Joshi, Rajkumar Hirani)
- GQ Awards
  - "Director of the Year" (Rajkumar Hirani)
- Screen Awards
  - "Best Dialogue" (Rajkumar Hirani, Abhijat Joshi)
  - "Best Costume Design" (Manoshi Nath, Rushi Sharma)